# Visoko

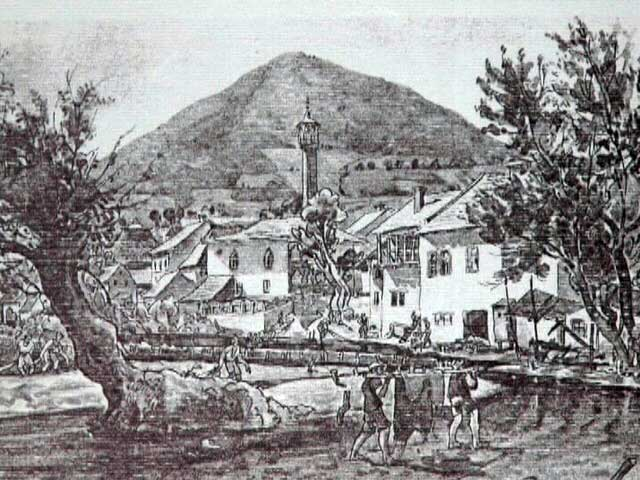
Widok na miasto i Visočicę z okresu panowania Turków

Visoko – miasto w Bośni i Hercegowinie, w Federacji Bośni i Hercegowiny, w kantonie zenicko-dobojskim, siedziba miasta Visoko. W 2013 roku liczyło 11 205 mieszkańców, z czego większość stanowili Boszniacy.
Położone jest na drodze z Zenicy do Sarajewa (E73/E761) nad rzeką Bosną, gdzie wpada do niej rzeka Fojnička.
W średniowieczu te tereny należały do Księstwa Bośniackiego. Gdy ziemie należały do Imperium osmańskiego miasto zostało założone przez Ajas-bega, w 1878 r. przeszło w ręce Austro-Węgier wraz z całą Bośnią. W czasie II wojny światowej miasto nie uległo dużym zniszczeniom. Prawdziwy rozwój rozpoczął się w komunistycznej Jugosławii. Podczas wojny w Bośni miasto pozostawało pod kontrolą wojsk bośniackich i nie ucierpiało w starciach.
W 2005 roku kontrowersyjny bośniacki archeolog amator Semir Osmanagić postawił hipotezę, że w okolicach miasta znajdują się pochodzące prawdopodobnie sprzed ponad 10 000 lat jedyne w Europie piramidy. W wyniku badań naukowych teza ta została obalona. Niezależnie od tego, park archeologiczny przyciąga miejscowych i zagranicznych turystów. W 2006 roku piramidy zwiedziło ponad 200 000 osób.

## Turystyka
W mieście znajduje się muzeum krajoznawcze gromadzące m.in. eksponaty etnograficzne, historyczne, archeologiczne, numizmatyczne czy geologiczne. W mieście jest do dyspozycji kilkanaście restauracji. Baza noclegowa jest wystarczająco rozwinięta.

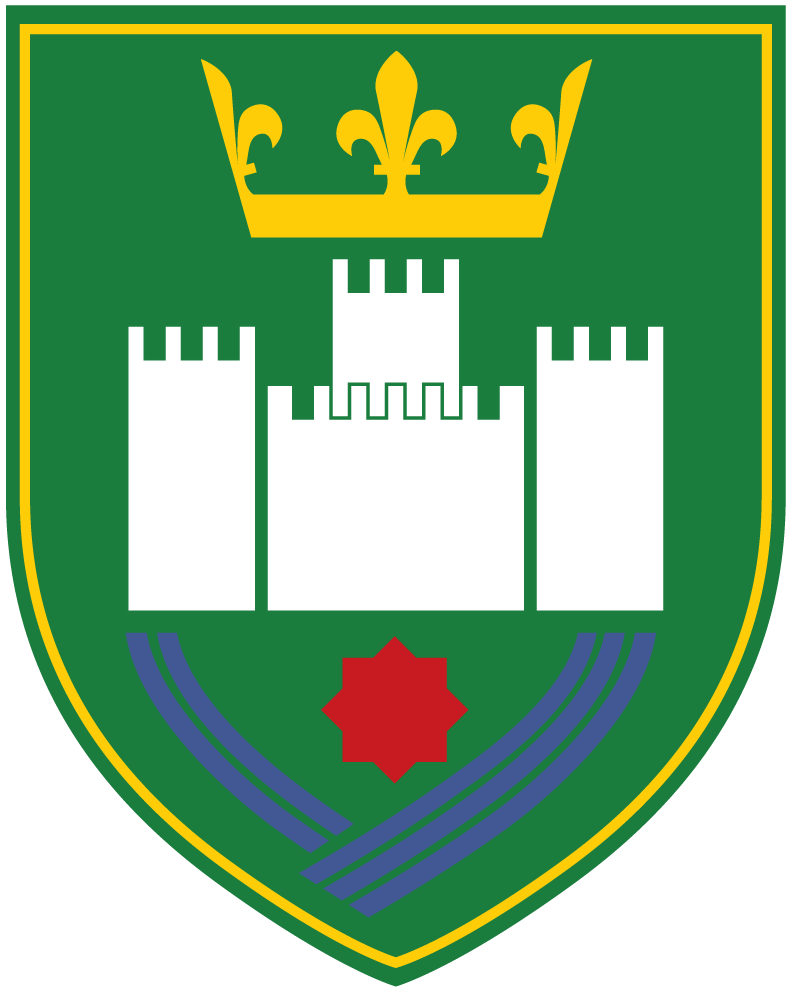
Herb miasta Visoko

## Osoby związane z miastem
- Mustafa Cerić, były wielki mufti Bośni i Hercegowiny (1993–2012)
- Matrakçı Nasuh, XVI-wieczny osmański matematyk i miniaturzysta pochodzący z Bośni
- Zaim Muzaferija, aktor
- Adnan Nević, oficjalnie ogłoszony 6-miliardowym obywatelem Ziemi, według ONZ[5]
- Nedim Buza, koszykarz